# Helmut Sick
Heinrich Maximilian Friedrich Hellmuth Sick, mais conhecido como Helmut Sick (Leipzig, 10 de janeiro de 1910 — Rio de Janeiro, 5 de março de 1991) foi um ornitólogo e naturalista alemão, naturalizado brasileiro em 1952.
Sick foi um dos principais ornitólogos dos neotrópicos e é considerado o maior ornitólogo brasileiro tanto pela extensão de sua obra quanto pelo trabalho realizado no Brasil por mais de cinco décadas, país no qual ele descobriu e descreveu inúmeras espécies novas, até durante sua prisão.
Ele foi o primeiro cientista a escrever de maneira aprofundada sobre as aves brasileiras ameaçadas de extinção, contribuindo para a preservação e estudos sobre essas espécies. Sick era membro titular da Academia Brasileira de Ciências e membro honorário da American Ornithologist Union, da Deutsche Ornithologen-Gesellschaft, da British Ornithologists' Union e da Asociación Ornitológica del Plata. A Sociedade Brasileira de Ornitologia o homenageia com o Prêmio Helmut Sick, concedido aos melhores trabalhos de estudantes apresentados nos seus congressos.
Sick faleceu em 1991 no Rio de Janeiro, após uma breve enfermidade.

## Biografia
Helmut Sick se interessou pelo estudo das aves ainda na juventude. Primeiramente, ele foi atraído pela vocalização das aves e, devido às suas habilidades musicais, passou a aprofundar-se no assunto. Com apenas 18 anos de idade tornou-se membro do Verein Sächsischer Ornithologen e com 21 ingressou no Deutsche Ornithologen-Gesellschaft, onde se tornou secretário aos 28. Em 1933 mudou-se para Berlim, onde foi aluno de doutorado do naturalista Erwin Stresemann, principal ornitólogo do século XX, na Faculdade de Matemática e Ciências da Universidade Friedrich Wilhelm de Berlim.
Ainda acerca desse assunto, tanto na nona edição do International Ornithological Congress, ocorrido em Rouen, na França, em 1938, quando no Kaiser Wilhelm Institute for Medical Research in Heidelberg, Helmut Sick deu palestras sobre como as penas afetam o modo de vida das aves, considerado o maior trabalho de sua carreira relacionado a essas estruturas aviárias. Sick ainda tornou-se assistente no Departamento de Ornitologia do Museu de Zoologia da Universidade Friedrich Wilhelm de Berlim em 1938.

## Primeira expedição no Brasil
Em 1939, seu orientador da tese de doutorado, Stresemann, sugeriu que Sick, aos 29 anos de idade, fosse o assistente do vice-presidente do Deutsche Ornithologen-Gesellschaft, o ornitólogo Adolf Schneider, que viria ao lado de sua esposa, a taxidermista Margarete Schneider, em uma expedição ao Brasil para coletar material ornitológico e estudar algumas espécies nativas ainda pouco estudadas, como o mutum Crax blumenbachii e o jacu-estalo Neomorphus geoffroyi.
Coordenada por Schneider e com financiamento do Serviço de Pesquisa do Terceiro Reich, do Museu Zoológico da Universidade de Berlim e com convênio do Museu Nacional do Rio de Janeiro, a viagem tinha como objetivo refazer a rota percorrida no Espírito Santo pelo príncipe renano Maximiliam zu Wied-Neuwied no século XIX. Foi no período passado no Espírito Santo que Sick contraiu malária, doença que portou de forma crônica pelo resto da vida.
Com apenas três meses de viagem, Helmut Sick e Adolf Schneider se desentenderam. Ao invés de retornar à Alemanha, como fizeram Schneider e sua esposa, Sick decidiu permanecer no Brasil e continuar as pesquisas independentemente da expedição financiada pela Alemanha e de Schneider, recebendo apoio apenas de Stresemann.
Em 1941, pediu ao Conselho de Expedições Artísticas e Científicas no Brasil uma autorização para realizar uma nova expedição no Espírito Santo, que foi negada por conta de as autoridades do CFE terem apontado incoerências nos dados coletados por Sick, alegando que o ornitólogo estava realizando os estudos sem autorização.

## Prisão
Por conta da tensa relação entre Brasil e Alemanha, após o então presidente Getúlio Vargas ter decretado que o Brasil estava em estado de beligerância em relação à Alemanha Nazista e à Itália Fascista na Segunda Guerra Mundial, cidadãos dos países do Eixo passaram a ser perseguidos e presos. Entre eles, estava Helmut Sick. Apesar de o naturalista ter conseguido viver escondido por algum tempo no Espírito Santo, na região de Santa Teresa, o Conselho de Expedições Artísticas e Científicas no Brasil solicitou que o ornitólogo fosse preso e que todo o material coletado e estudado por ele fosse apreendido. O ornitólogo ficou em um presídio em Ilha das Flores e foi transferido posteriormente para a Ilha Grande.

Tido como "voz da Revolução", por defender e propagar a Revolução de 1930, os ideais do presidente Getúlio Vargas e a luta pelo rompimento do Brasil com os países do Eixo, o jornal carioca O Radical se posicionou a favor da prisão de Sick. Intitulada “Cantiga Velha de ‘Urubu Malandro’”, a coluna questionava Sick e os objetivos de sua expedição científica, além de acusar o ornitólogo de espionagem: 
“O sr. Helmut Sick vive apaixonado pelos nossos passarinhos. Ele próprio é uma pomba sem fel. Nesta época de guerra, ao invés de dedicar-se, como todo mundo faz, aos problemas que interessam de perto a sobrevivência do Direito e da Liberdade sobre a terra, prefere viajar pelo interior dos estados do Brasil, estudando as nossas aves. Ultimamente, chefiando uma expedição científica, andou cortando em todas as direções do Estado do Espírito Santo. Nada de mais, sem dúvida nenhuma. Talvez quisesse descobrir sotaque de alemão no canto das juritis”. “Estamos fartos de gente dessa espécie: ornitologistas que levantam mapas das nossas defesas, pescadores que são oficiais do exército nipônico, plantadores de tomate que têm título de conde, etc. Mas o sr. Helmut Sick não sabia disso...”
O jornal em questão ainda fez uma crítica referenciando ao local em que Sick foi preso primeiramente, na Ilha das Flores:
“Uma sugestão: desde que o homem revela mania e preferência pelos pássaros – por que não se lhe dá uma oportunidade de acordo com o seu temperamento? A Ilha das Flores está cheia de ‘pássaros’ aos quais foram cortadas as asas. Quem sabe se o sr. Helmut Sick não se sentiria feliz – em sendo também ‘engaiolado’?”
Mesmo preso e sem os materiais de estudo, Helmut Sick não abandonou seu trabalho científico. De dentro da prisão, o ornitólogo observava os cupins e os pássaros da sua cela mesmo do pátio durante os banhos de sol, tanto no presídio de Ilha das Flores quanto no de Ilha Grande. De 1942 a 1945, período no qual esteve preso, Sick logrou identificar 26 espécies de cupim, sendo 11 nunca antes descritas ou catalogadas pela ciência.  Sobre as espécies de pássaros observados enquanto estava preso, o ornitólogo publicou um trabalho sobre o andorinhão-estofador (Panyptila cayennensis) e outro sobre o chupim (Molothrus bonariensis), segunda espécie que, de acordo com as descobertas do ornitólogo, põe seus ovos para serem cuidados em ninhos de outras aves.
Com o fim da Segunda Guerra Mundial, Helmut Sick foi solto em 1945 e decidiu permanecer no Brasil e continuar os estudos acerca das aves nativas.

## Continuidade nas pesquisas
Pouco depois de ser liberto, Helmut Sick foi convidado pela Fundação Brasil Central, instituição fundada no início da Segunda Guerra Mundial com objetivo de “desbravar e colonizar as zonas compreendidas nos altos rios Araguaia e Xingu e no Brasil Central e Ocidental". Sick se uniu à iniciativa a fim de explorar o interior do país ao lado dos irmãos Villas Boas, líderes da FBC. O ornitólogo liderou a parte de história natural da expedição, com objetivo de "obter uma síntese da fauna e da flora das regiões recém-descobertas do Mato Grosso e do Pará".
Em 1960, Sick tornou-se pesquisador e afiliado do Museu Nacional do Rio de Janeiro, no qual permaneceu realizando seus estudos até 1981.

Após se aposentar do Museu aos 71 anos de idade, Helmut Sick começou a escrever o que seria a sua obra mais conhecida: o livro Ornitologia Brasileira, uma Introdução. Atualmente raro e difícil de encontrar, a obra, publicada em 1985, retrata e descreve grande parte da avifauna brasileira conhecida até então. O livro é considerado uma das principais referências nesta área de estudo. Na terceira edição, publicada em 1997 pela Editora Nova Fronteira, teve a apresentação de Luiz Pedreira Gonzaga, professor associado do Departamento de Zoologia da Universidade Federal do Rio de Janeiro e um dos integrantes de sua equipe em estudos de aves. No texto, ele descreve o valor e a grandiosidade da obra de Helmut Sick: 
"Essa continua sendo uma obra de valor inestimável, que não pode faltar na estante dos amantes da natureza brasileira, do estudante ou profissional de ornitologia, ou mesmo do biólogo atuante em outras áreas do conhecimento."
"(...) pela primeira vez reuniu tanta informação sobre essas criaturas emplumadas que foram a essência e a razão de ser dos 81 anos de vida do seu autor. Na verdade, penso hoje, nenhuma outra obra sobre as aves brasileiras jamais poderá substituir a de Helmut Sick, pelo que ela representa, em seu conjunto, de originalidade, romantismo, dedicação e amor à natureza."
"Ornitologia Brasileira e Helmut Sick foram, e continuam sendo, não apenas o principal marco dessa ciência no Brasil no século XX, mas de fato a principal mola propulsora de seu desenvolvimento, com o incentivo que deram para a consolidação de inúmeras vocações e o surgimento e aperfeiçoamento de muitos jovens ornitólogos no país."

## Arara-azul-de-lear
A arara-azul-de-lear (Anodorhynchus leari), foi descrita pela primeira vez pelo zoólogo francês Charles Lucien Bonaparte em 1856, com base em exemplares empalhados. A espécie foi, por quase cem anos, um enigma da ornitologia sul-americana. Em dezembro de 1978, após anos de busca em campo em uma expedição organizada por Helmut Sick, o ornitólogo e sua equipe localizaram a espécie no nordeste do estado da Bahia, no Raso da Catarina.

Em uma publicação feita na Revista Brasileira de Zoologia por ele e mais dois integrantes de sua equipe, Luiz Pedreira Gonzaga e Dante Martins Teixeira, os cientistas comemoram a descoberta mas se preocupam com a situação da ave encontrada e revelam o desejo de preservar a espécie: 
"Nossa satisfação por essa descoberta foi imediatamente seguida pela preocupação com a precária situação populacional da ave. Contudo, o fato de que parte da reduzida área de ocorrência de A. leari encontra-se dentro da Estação Ecológica do Raso da Catarina indica a possibilidade de garantir a preservação desse importante patrimônio nacional. Nosso principal objetivo, ao apresentarmos os dados que pudemos reunir para caracterizar a situação de A. leari, é portanto contribuir para a concretização dessa possibilidade."
Foi a última grande expedição do ornitólogo antes de sua morte em 1991, no Rio de Janeiro. Nesse meio tempo, Helmut Sick escreveu alguns artigos acadêmicos.

## Publicações selecionadas
- Tukani: entre os animais e índios do Brasil central. Rio de Janeiro: Marigo Comunicação Visual. 1997. 213 páginas. ISBN 8585352051
- Ornitologia brasileira 2 ed. Rio de Janeiro: Editora Nova Fronteira. 1997. 862 páginas. ISBN 9788520908167[14]